# Adam Cichocki (szachista)
Adam Cichocki (ur. 3 listopada 1962 w Gdańsku) – polski szachista, mistrz FIDE od 1989 roku.

## Kariera szachowa
W latach 1985–1990 trzykrotnie uczestniczył w finałach indywidualnych mistrzostw Polski, najlepszy wynik osiągając w 1989 r. w Słupsku, gdzie zajął X miejsce. W 1991 r. zajął w Poznaniu IX miejsce w mistrzostwach kraju w szachach błyskawicznych, natomiast w 1993 r. zajął VII m. w finale mistrzostw kraju w szachach szybkich, które odbyły się w Gdyni.
W 1990 r. zwyciężył (wspólnie z Witalisem Sapisem) w memoriale Józefa Kochana, w Koszalinie. W tym samym mieście odniósł w 1997 r. jeden z największych międzynarodowych sukcesów, dzieląc III-X miejsce (za Jackiem Gdańskim i Igorem Chenkinem, wspólnie z m.in. Olegiem Romaniszynem, Michałem Krasenkowem, Robertem Kempińskim i Wołodymyrem Małaniukiem) w turnieju MK Cape Open-A (zwyciężając w poszczególnych partiach m.in. arcymistrzów Oliviera Reneta, Witalija Cieszkowskiego i Sarunasa Sulskisa). W 2006 r. zwyciężył (wspólnie z Tomaszem Kempińskim) w mistrzostwach Gdańska.
Na początku lat 90., reprezentując barwy "Piasta" Słupsk, zdobył trzy medale w rozgrywkach drużynowych: srebrny w drużynowych mistrzostwach Polski (Bydgoszcz 1990) oraz złoty (Gdynia 1990) i brązowy (Poznań 1991) w drużynowych mistrzostwach Polski w szachach błyskawicznych.
Najwyższy ranking w karierze osiągnął 1 lipca 1994 r., z wynikiem 2410 punktów dzielił wówczas 24-28. miejsce wśród ? szachistów.